# Auró negre
L'auró negre o arracader (Acer monspessulanum) és una espècie d'arbre poc alt del gènere dels aurons originari del sud d'Europa, al llarg de la costa mediterrània. També pot rebre els noms d'arrugat, auró, auró de Montpeller, aurons, blada, creuera, agró, alzarons, dauró, duró, euró o uró.

## Descripció

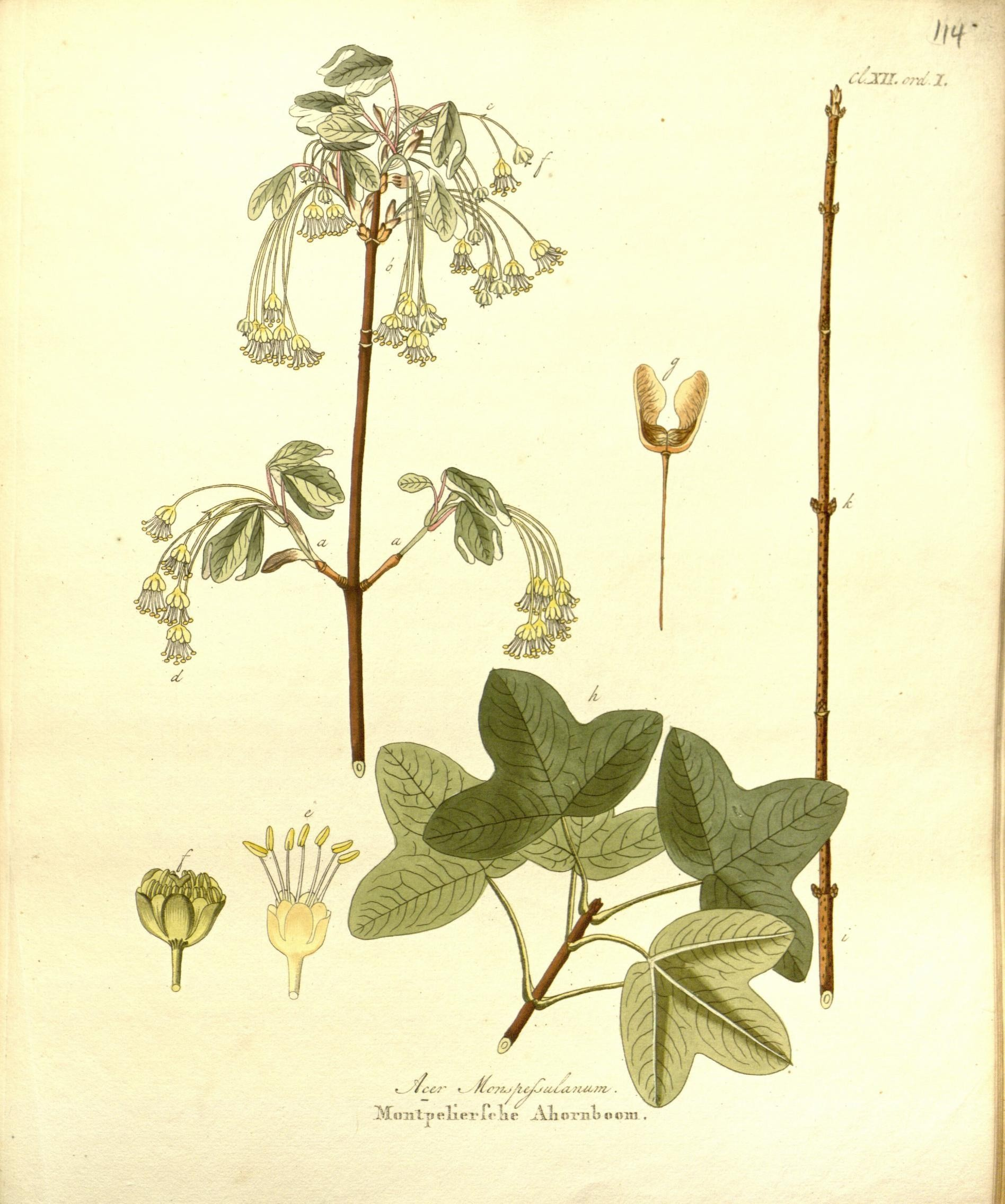

Existeixen moltes subespècies i varietats d'Acer monspessulanum L., però la majoria d'elles no estan acceptades per tractar-se de variants afectades per condicions climàtiques.
Acostuma a no sobrepassar els 6 metres d'alçària, si bé en condicions favorables pot arribar fins als 12. Es pot trobar en forma arbustiva, sobretot en condicions dures, d'aquí que algunes fonts el classifiquin com a arbust o arbret.
La seva capçada és densa, arrodonida, amb forma de cúpula ampla. Té el tronc molt ramificat i l'escorça esquamosa o clivellada, de color gris marronós. Les fulles són simples, una mica coriàcies, peciolades, de 3 a 5 cm i es disposen de manera oposada, amb 3 lòbuls triangulars o oblongs (alguns exemplars fan fulles de 5 lòbuls i dentats), amb el marge enter o rarament denticulat. Són de color verd clar a la primavera i verd fosc a l'estiu, més aviat lluents, i es queden a l'arbre fins ben entrada la tardor, quan adquireixen colors intensos que van del groc al granat. El pecíol fa 2-7 cm, no és lactífer i és sovint vermellós. Les flors són petites, tenen cinc pètals d'un color verd groguenc i es troben agrupades en inflorescències penjants, formant raïms. Són pol·linitzades per insectes.
És un arbre polígam, perquè produeix flors unisexuals i hermafrodites distribuïdes de manera variable, si bé alguns individus tenen totes les flors del mateix sexe. La floració es produeix de març a maig, al mateix temps que l'aparició de les fulles, o poc abans. El fruit apareix en forma de sàmares dobles amb les ales tancades i que contenen una llavor cadascuna. Les ales apunten cap avall i formen un angle agut, afavorint-ne la dispersió pel vent. Fructifica entre l'agost i el setembre, i els fruits es tornen marrons en madurar a la tardor.
És de creixement lent i pot arribar a viure 100 anys.
A vegades s'hibrida amb espècies del mateix gènere, donant lloc a arbres amb caràcters intermedis.

## Hàbitat i distribució

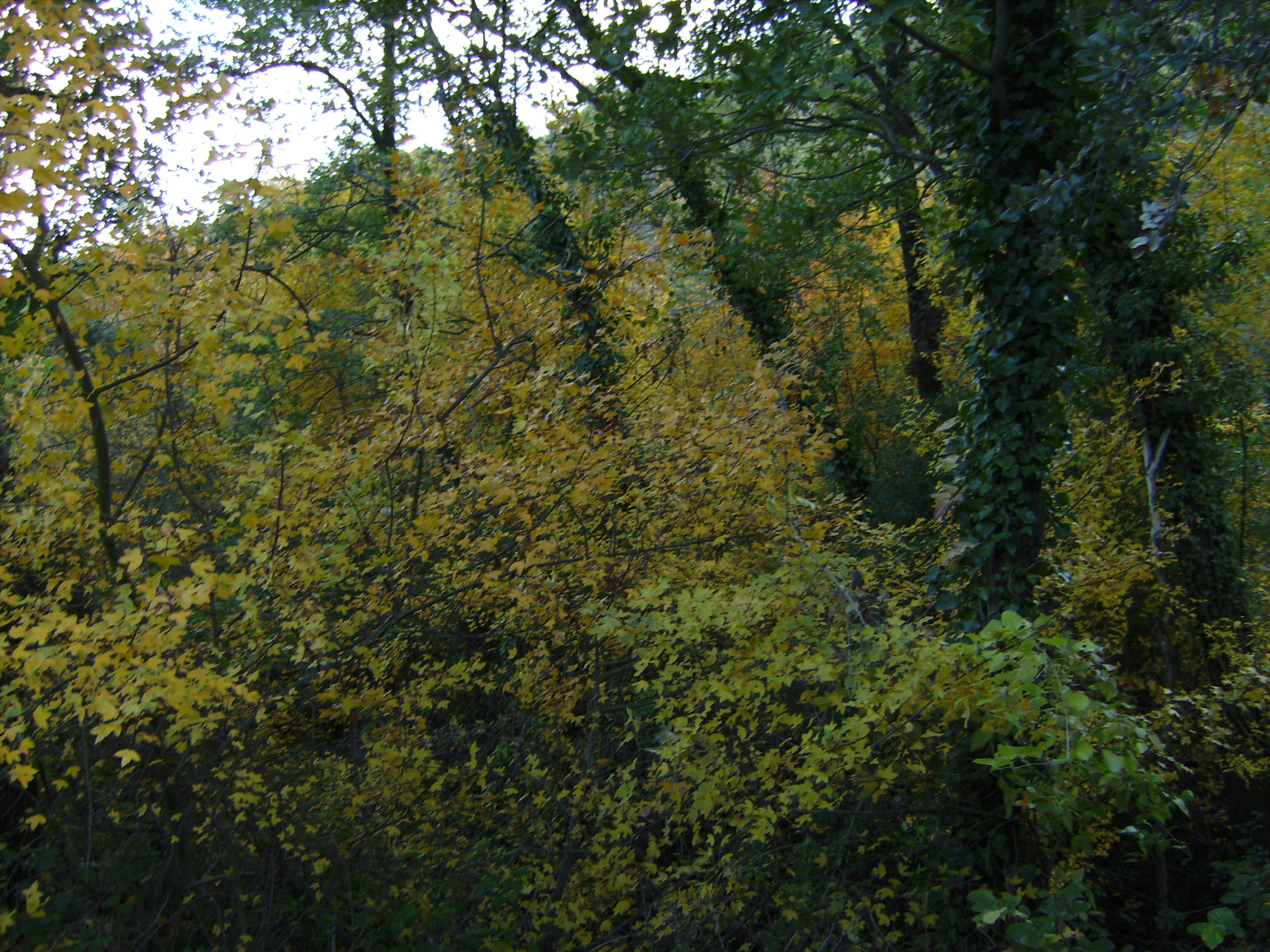
Aurons negres amb les fulles grogues a la tardor

Necessita sòls rics en nutrients minerals, i és més abundant a les zones de sòls calcaris. Tolera bé l'ombra i suporta hiverns frígids. Dels aurons autòctons, és el més resistent a la sequera. Creix sovint entre les roques.
És una espècie que s'ha separat en diverses subespècies regionals. L'auró negre original prové del sud d'Europa, a la regió mediterrània. A la península Ibèrica és més abundant a l'est i a la meitat nord. Es troba també al centre d'Europa, al nord d'Àfrica i a l'Àsia sud-occidental.
En general, és un arbre escàs a Catalunya, on viu preferentment a la muntanya mitjana fins als 1.500 metres d'altitud i a la terra baixa fresca des dels 100, estenent-se per les rouredes esclarissades i a vegades penetrant les obagues de l'alzinar muntanyenc. Sovint creix a les clarianes, als pedruscalls i als esqueis. Al País Valencià es troba a les muntanyes allunyades del mar, però és molt escàs. No es troba a les Illes Balears.
Els aurons negres, com la resta d'aurons europeus, no formen boscos extensos, però sí que poden ser l'espècie d'arbre dominant d'un tros de bosc, normalment acompanyats de caducifolis com roures, moixeres o aurons blancs i de perennifolis com pins, alzines o grèvols. L'auroneda és un bosc tan recent que el terme no està registrat al Diccionari de la llengua catalana de l'Institut d'Estudis Catalans, però sí que és admès pel Diccionario de la lengua española de la Real Academia Española amb el terme arcedo (bosque de arces). L'auroneda d'aurons negres del Suanya, al Bages, és probablement la més extensa i alta de Catalunya.

## Usos
La fusta és dura i compacta, i s'ha emprat per a la fabricació d'instruments musicals i en l'ebenisteria de luxe. És considerada d'excel·lent qualitat, però el seu ús és escàs, a causa de l'existència de pocs exemplars. És també un bon combustible.
Les fulles i els brots tendres es poden aprofitar com a farratge pel bestiar.
Aquests usos han provocat que algunes poblacions estiguin poblades gairebé únicament per exemplars arbustius.
És usat com a arbre ornamental, molt apreciat pel color de les seves fulles a la tardor, i també per fer bonsais, per la mida reduïda de les fulles.

## Altres noms populars
A l'auró negre se l'ha anomenat amb els noms següents:
- auró de Montpeller
- arrugat
- arracader
- blada
- creuera

I en altres variants lingüistiques: agró, dauró, duró, euró, uró i alzarons.

## Galeria d'imatges

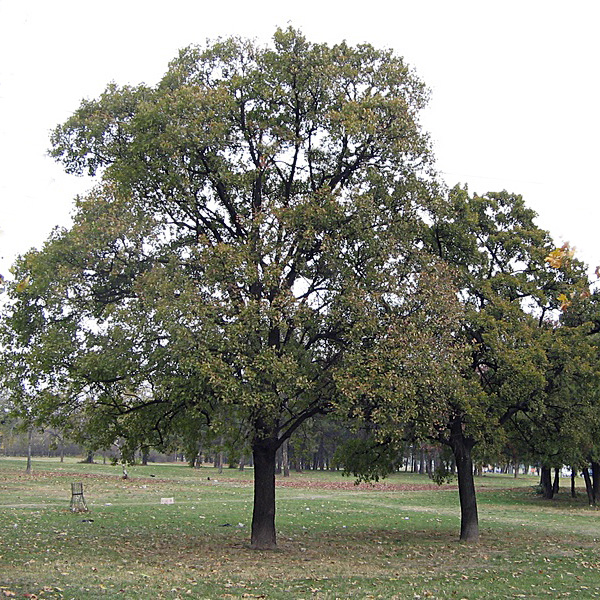
Aspecte general d'un arbre adult
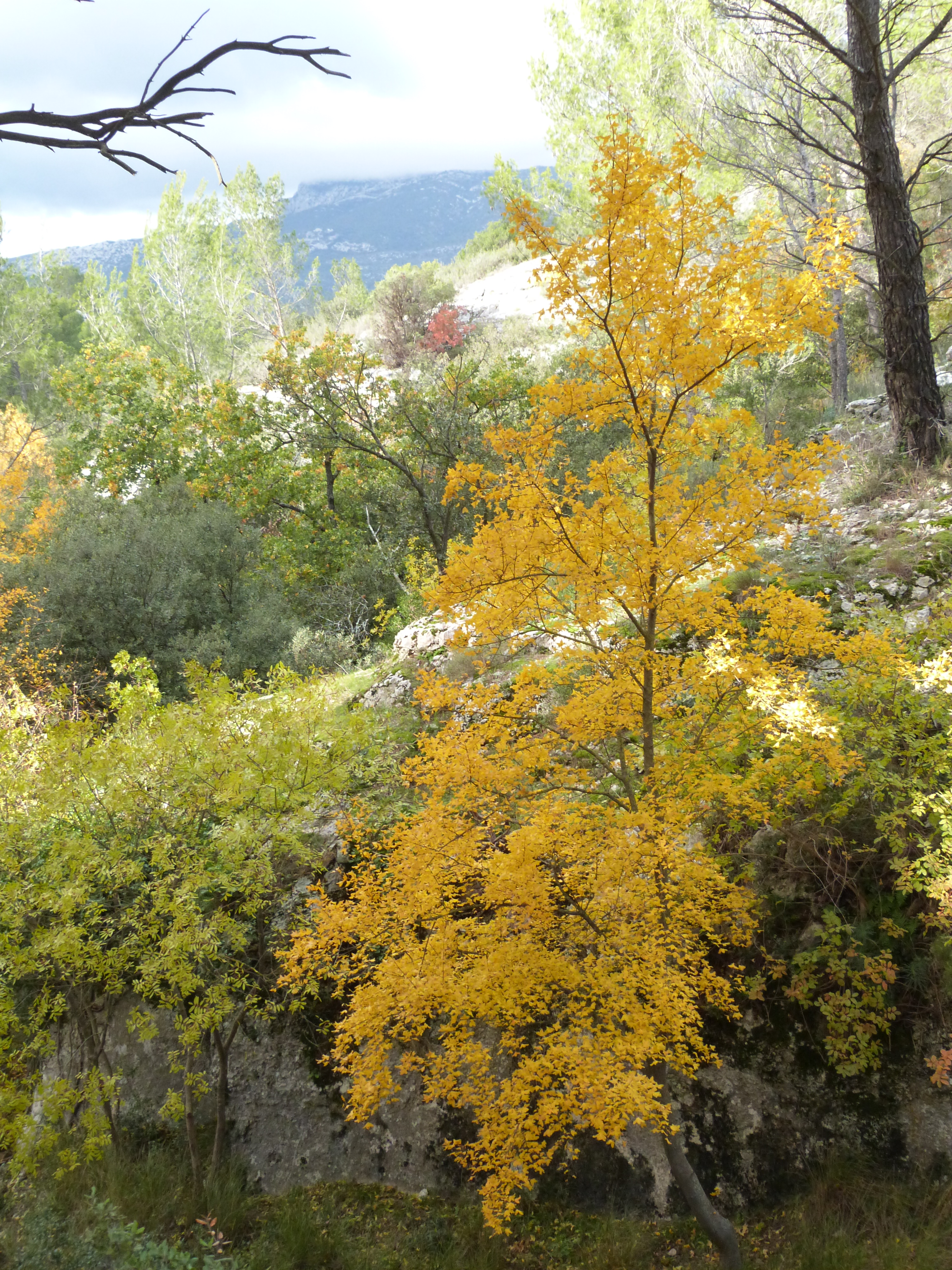
Exemplar adult a la tardor
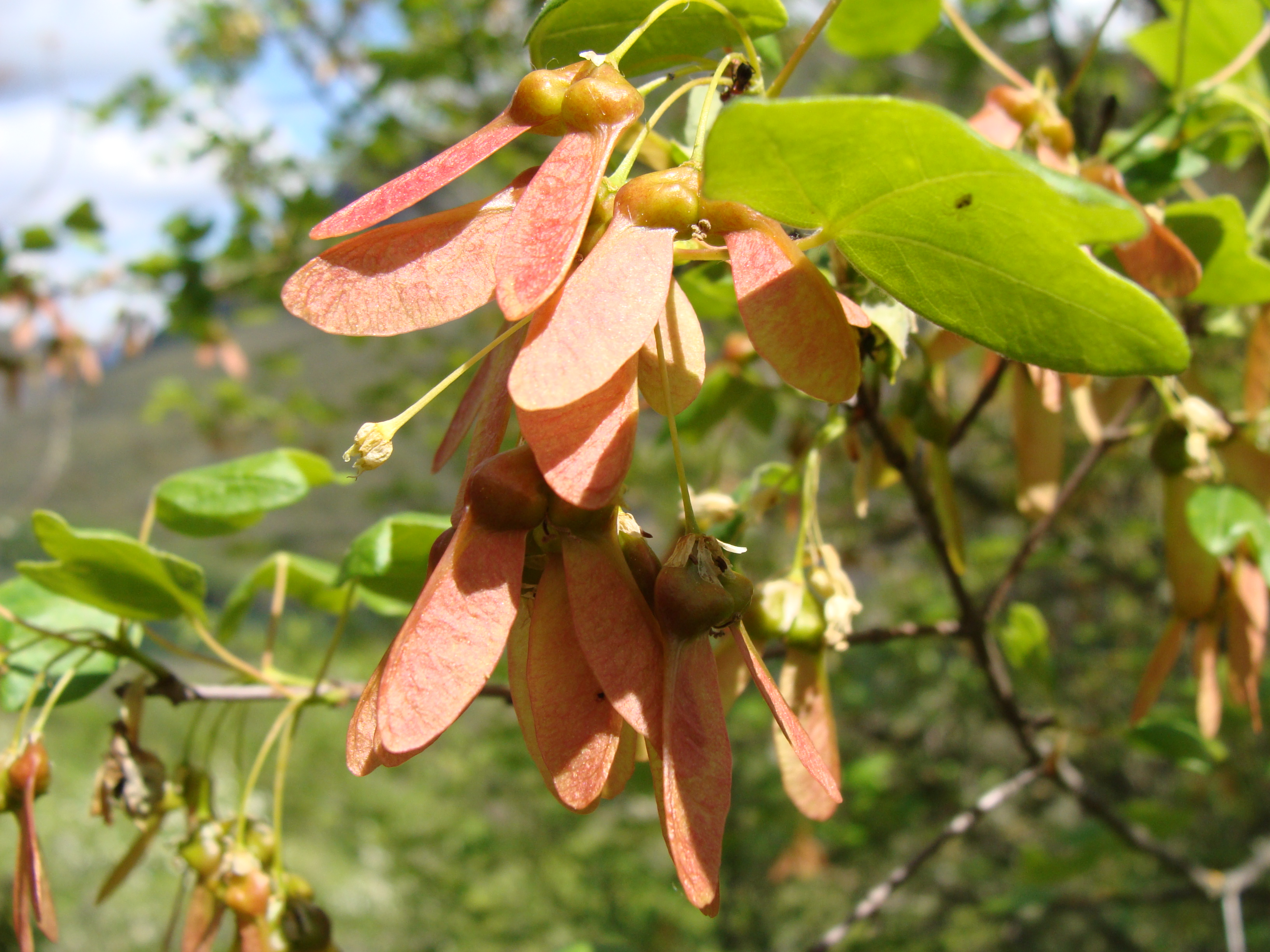
Fulles i sàmares
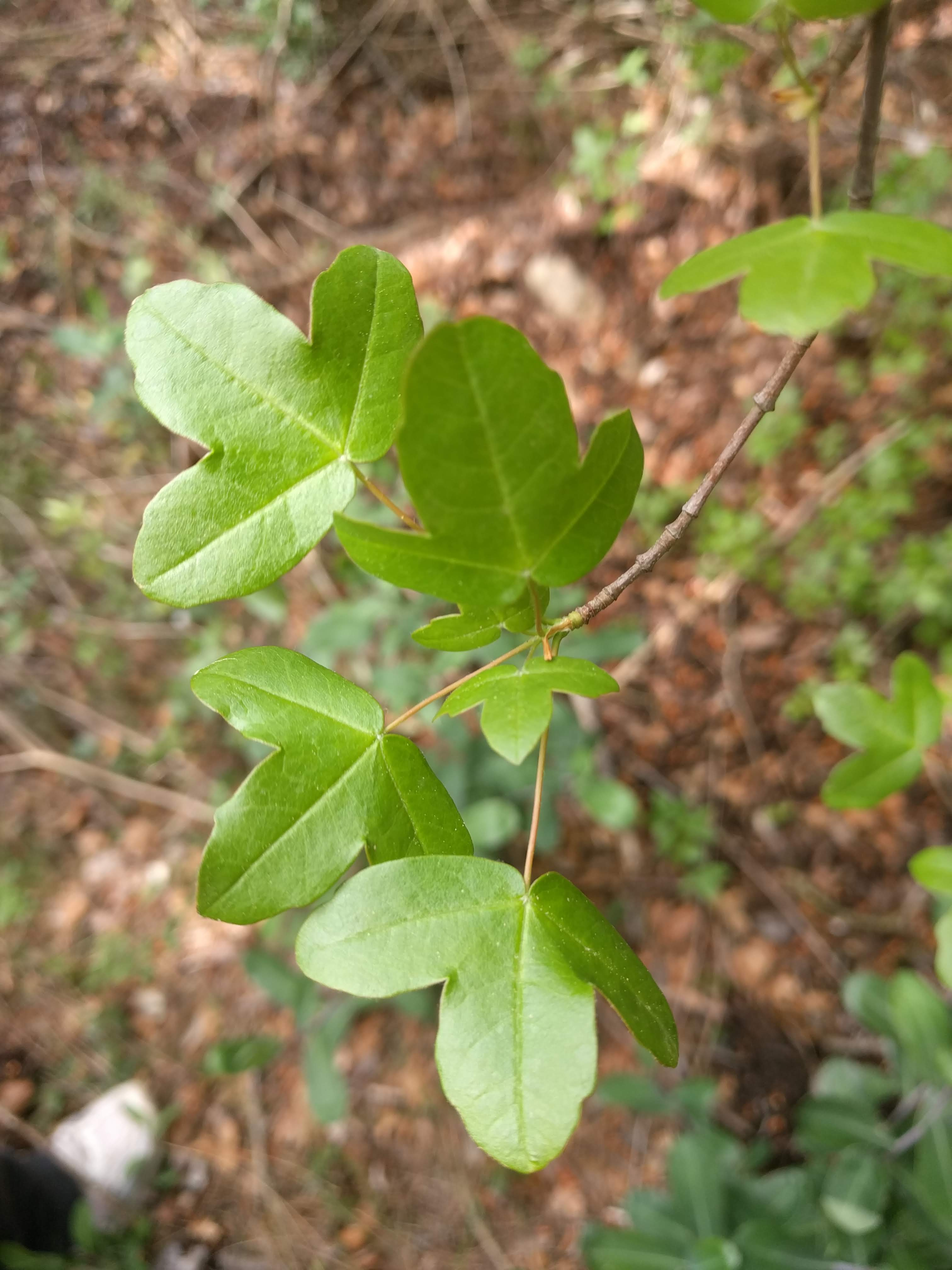
Fulles a finals d'abril
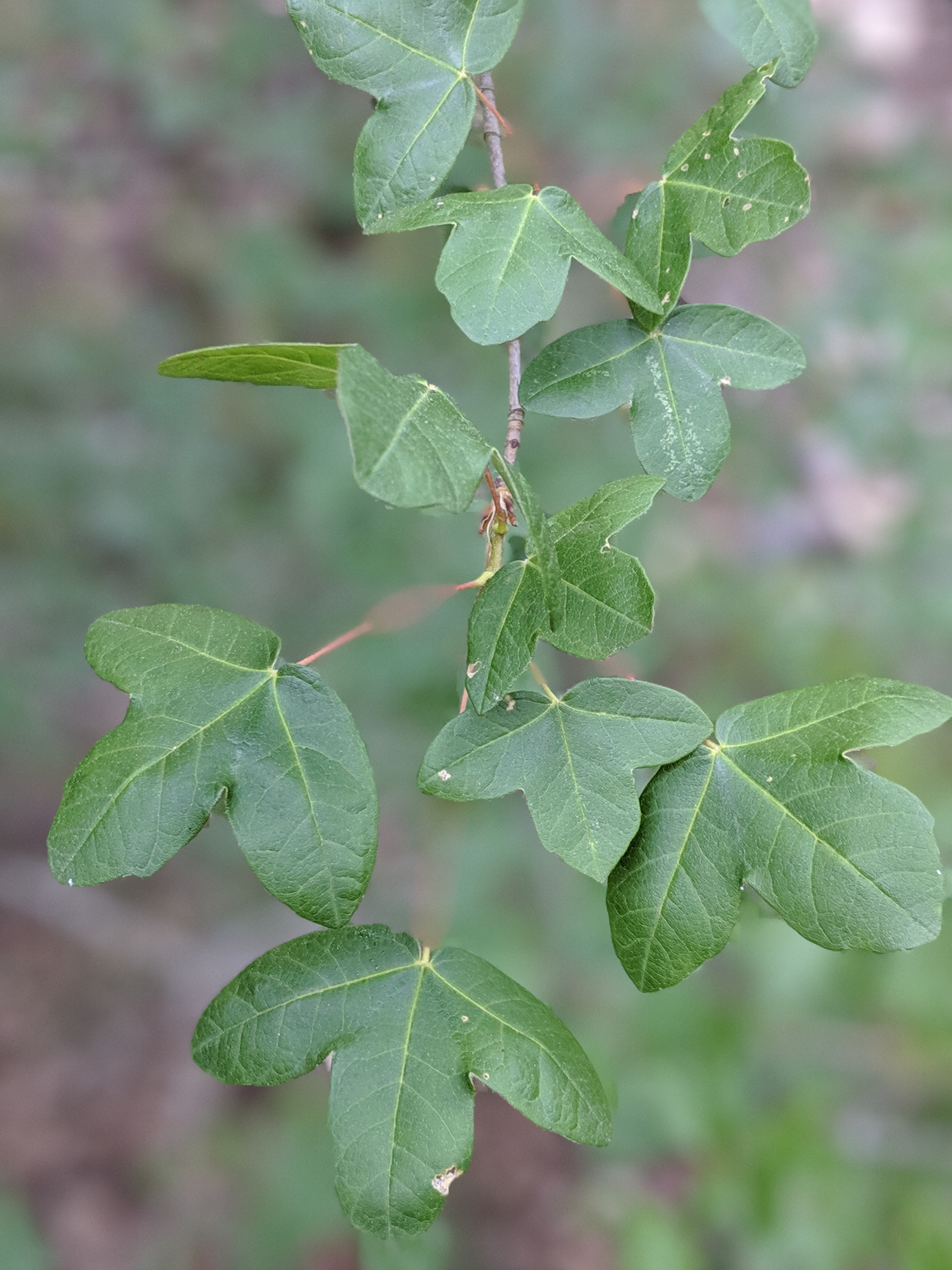
Fulles a principis de juny
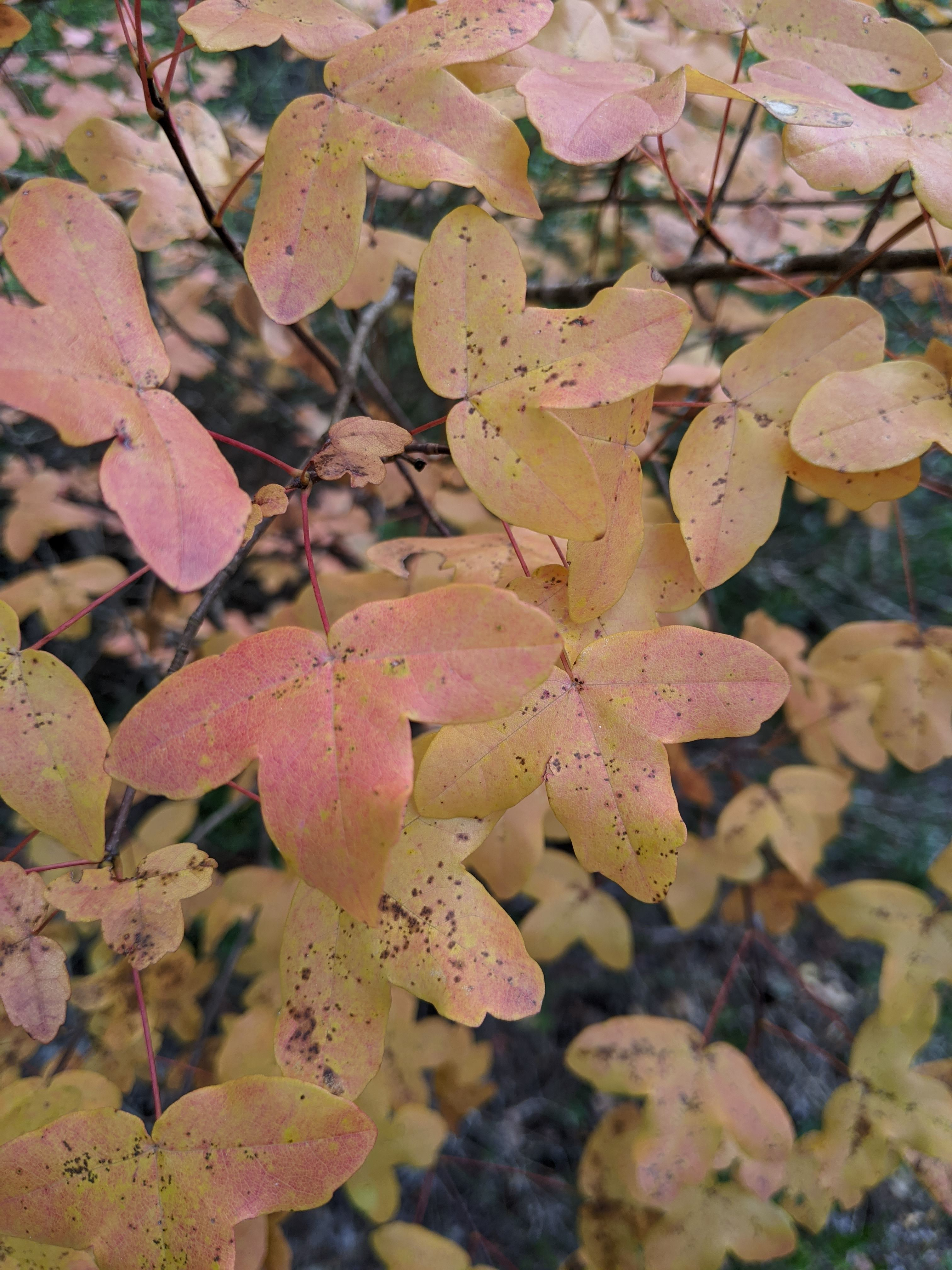
Fulles groguenques i vermelloses a la tardor
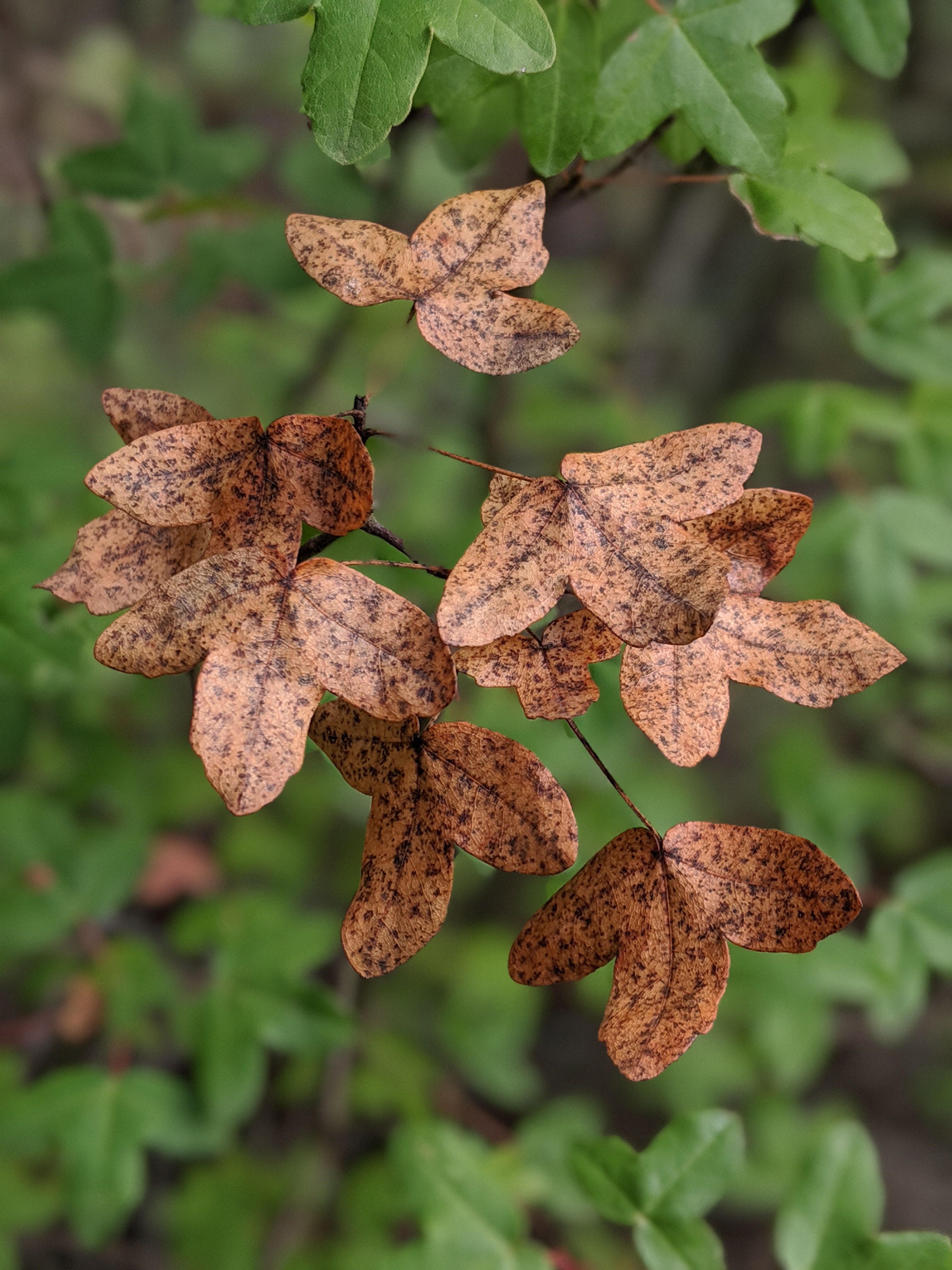
Fulles seques a la tardor
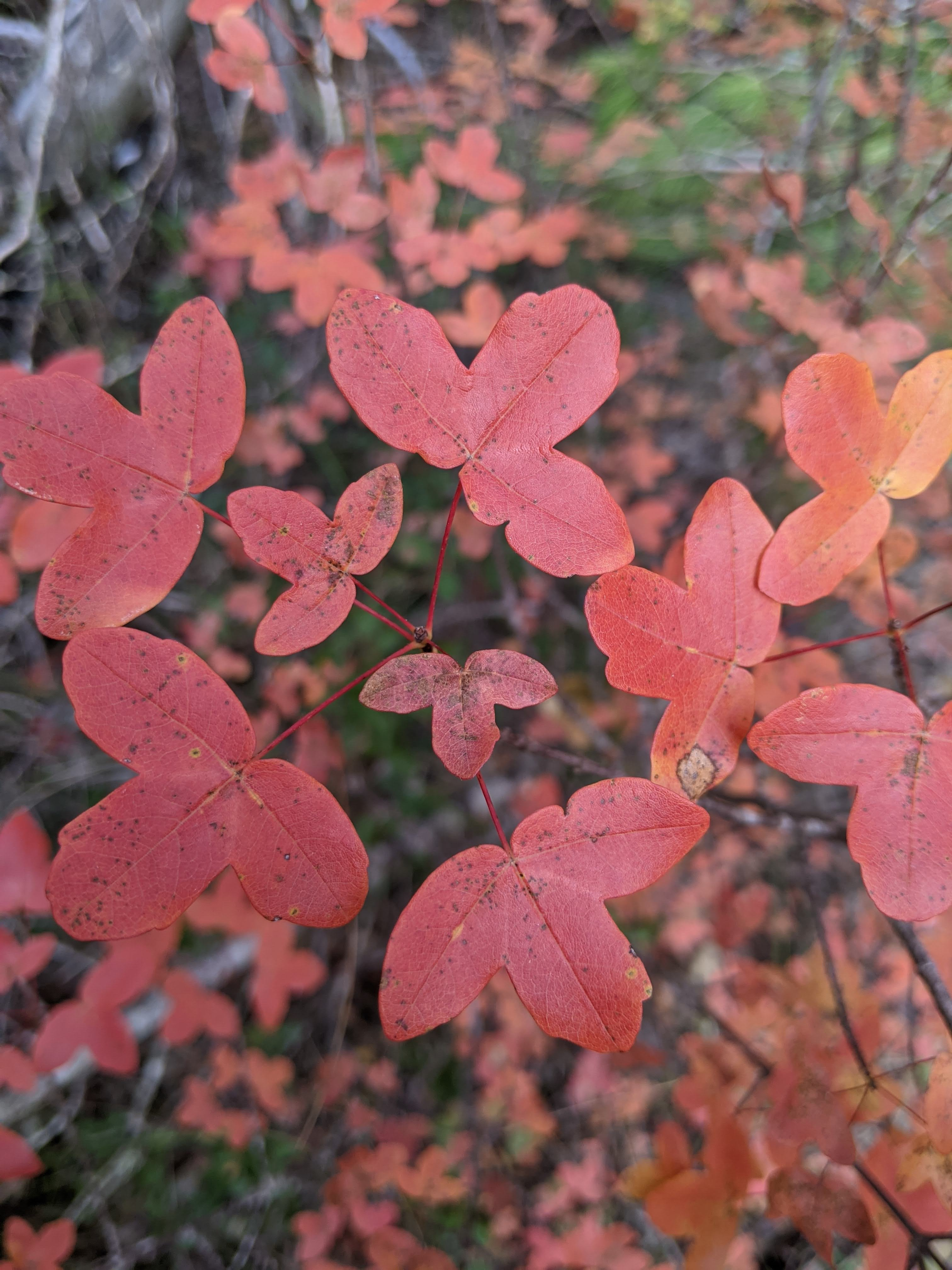
Fulles vermelles a la tardor
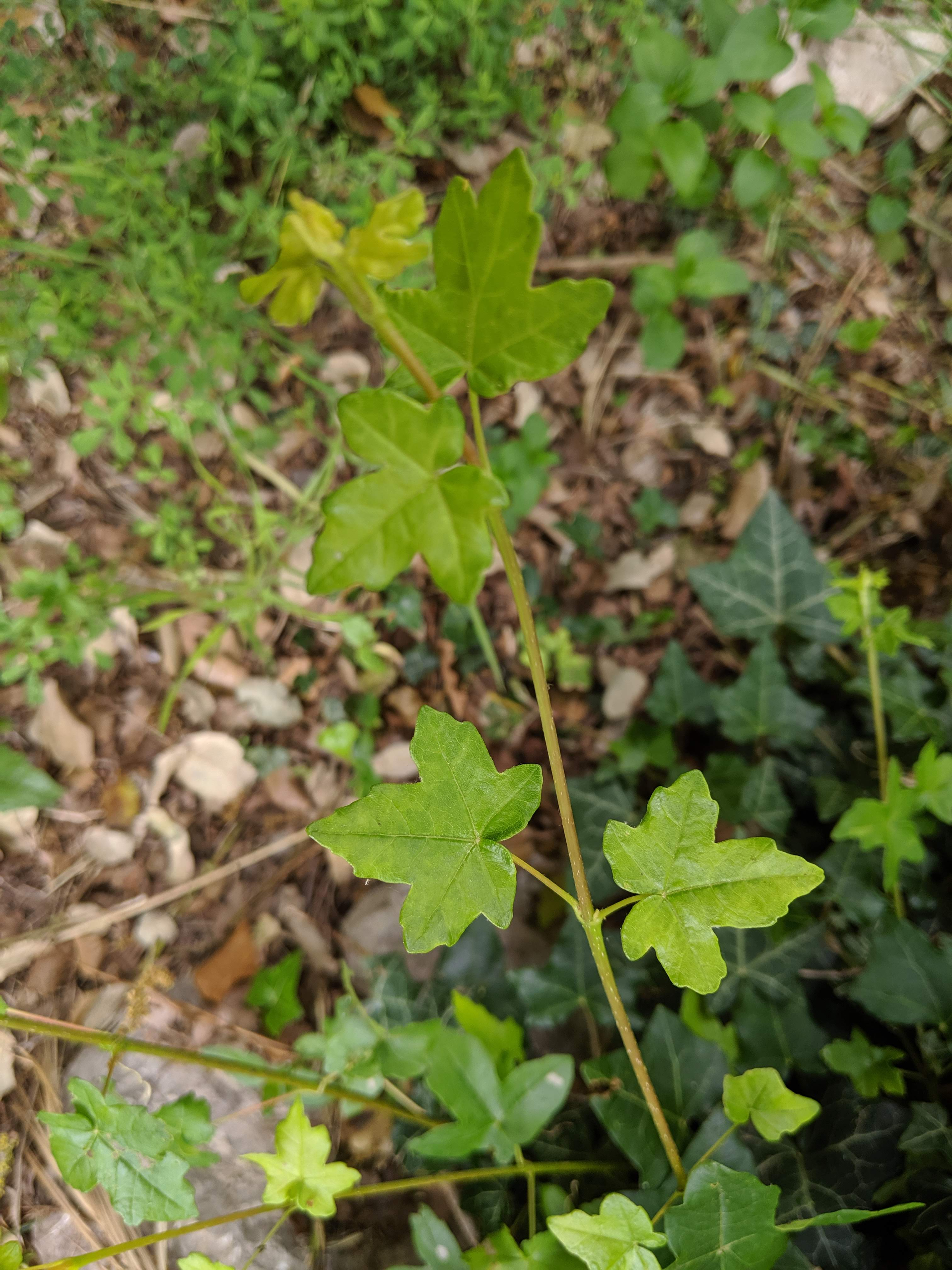
Fulles lleugerament denticulades i amb 5 lòbuls
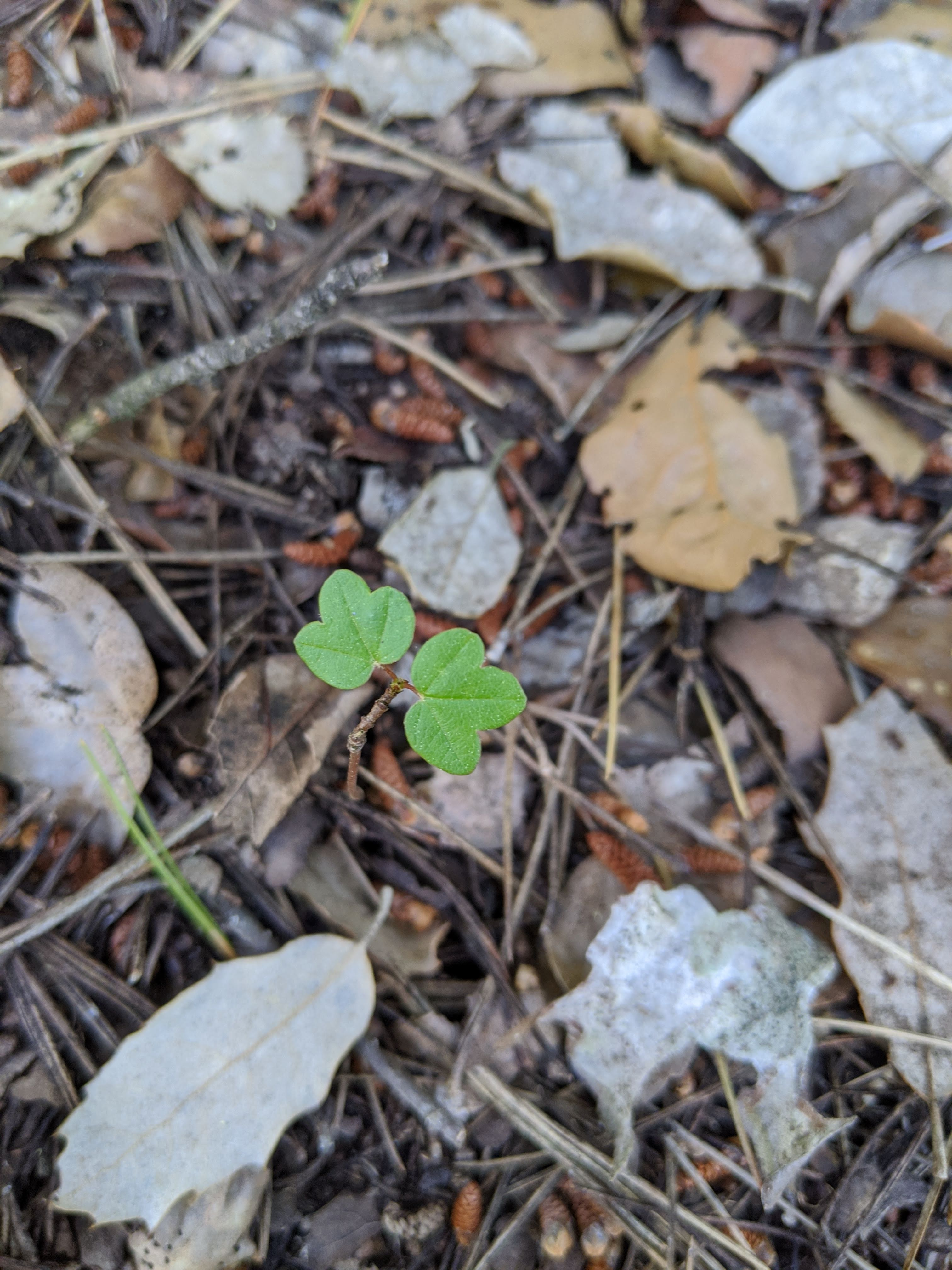
Exemplar acabat de néixer
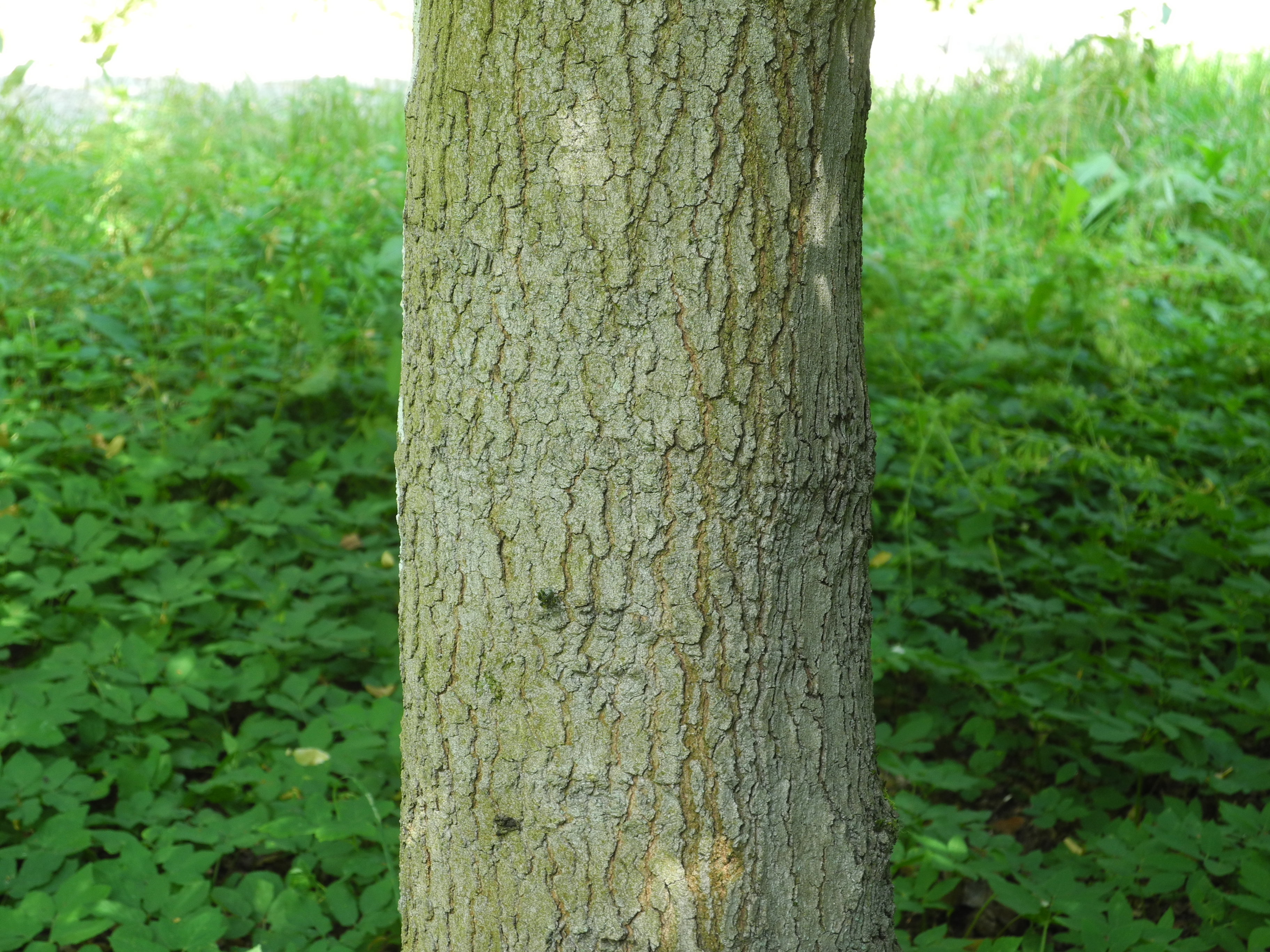
Tronc d'un exemplar adult
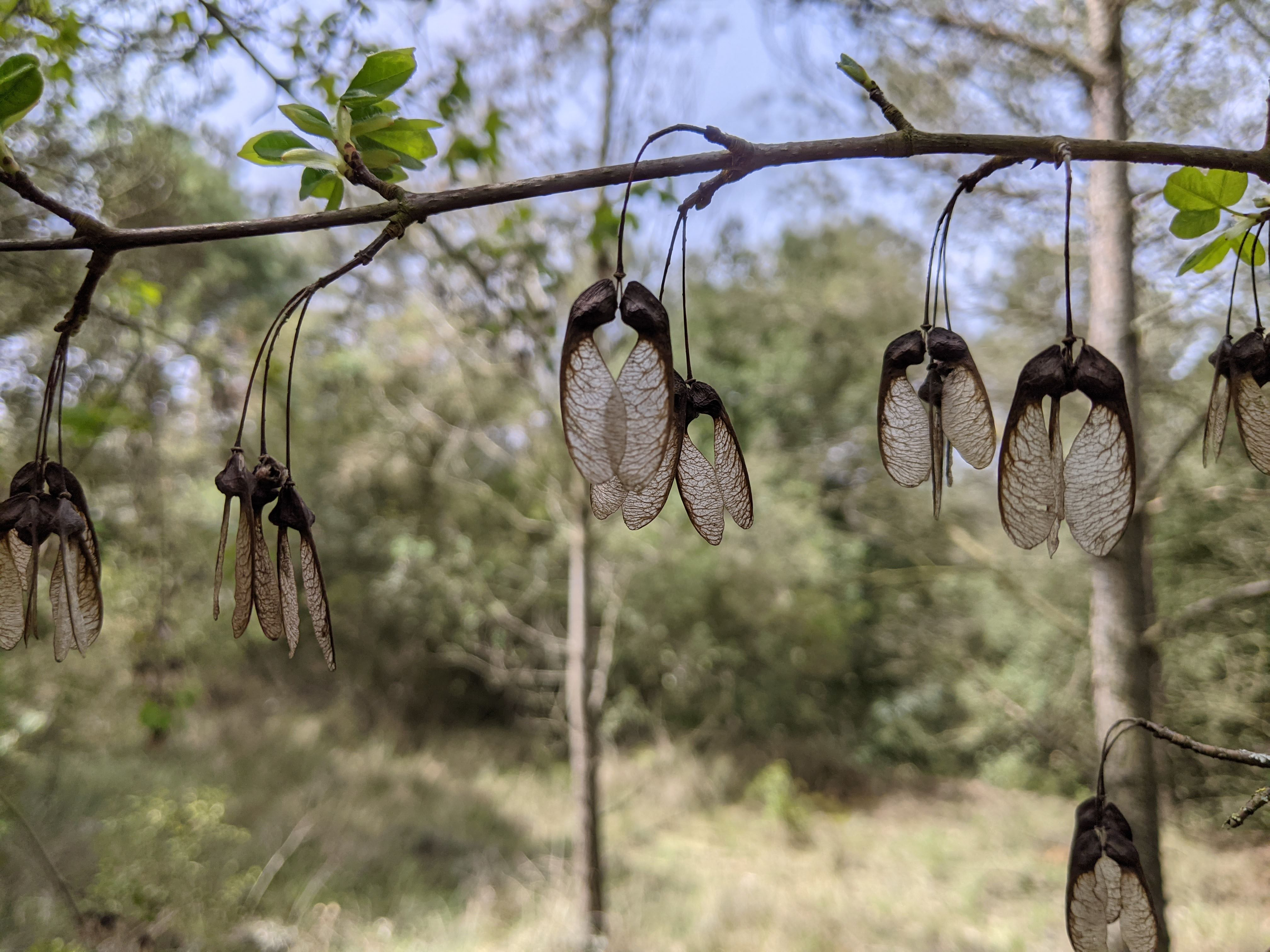
Sàmares seques penjades de l'arbre
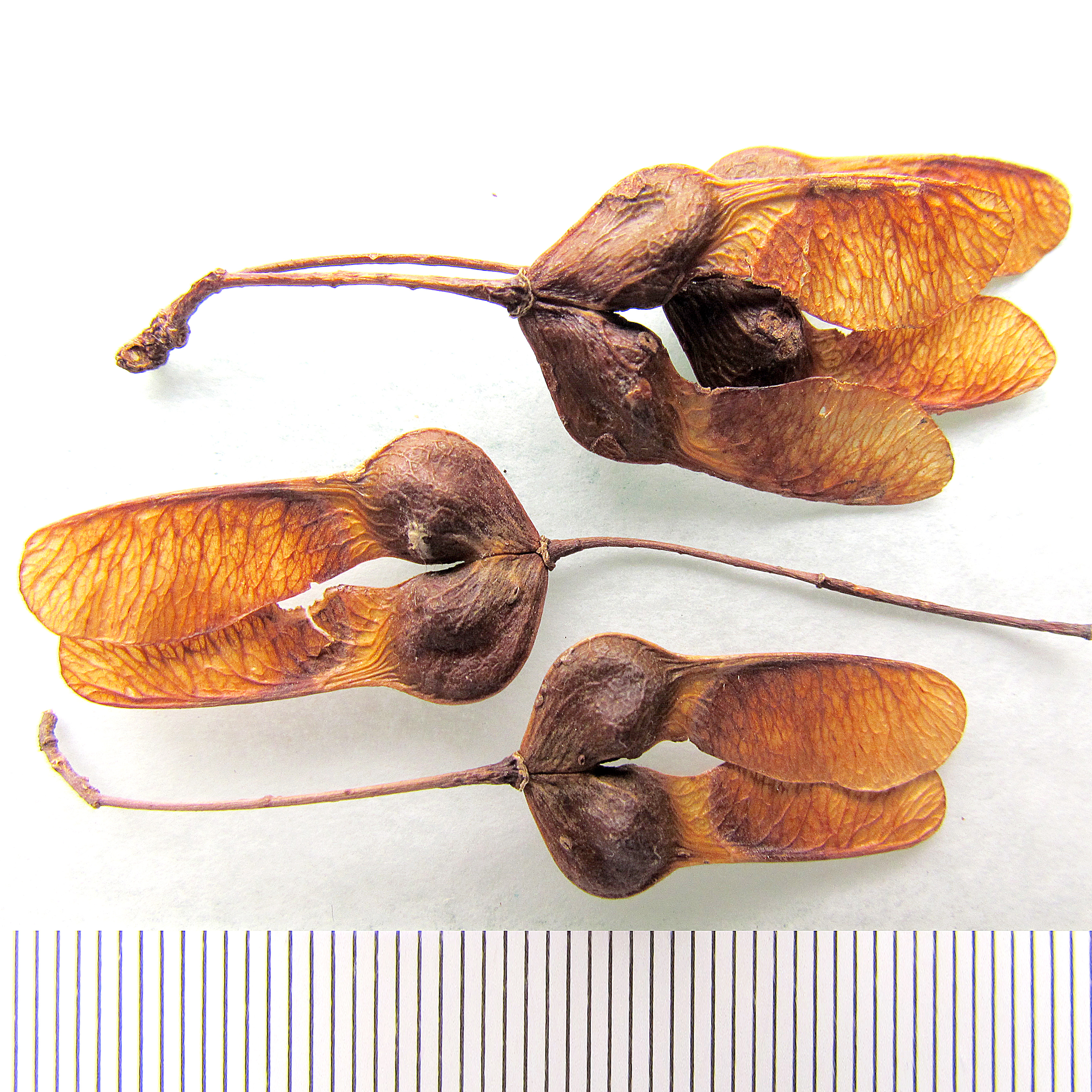
Sàmares assecades